# فرناند فابر
فرناند فابر (بالفرنسية: Fernand Fabre)‏ هو ممثل فرنسي، ولد في 7 نوفمبر 1899 في فرنسا، وتوفي بنفس المكان في 19 يناير 1987.

## أعمال

### أفلام
- (1952) مولان روج

## وصلات خارجية
- فرناند فابر على موقع IMDb (الإنجليزية)
- فرناند فابر على موقع ألو سيني (الفرنسية)
- فرناند فابر على موقع أول موفي (الإنجليزية)
- فرناند فابر على موقع قاعدة بيانات الأفلام السويدية (السويدية)
- فرناند فابر على موقع قاعدة بيانات الفيلم (الإنجليزية)
- فرناند فابر على موقع كينوبويسك (الروسية)